# Cheshunt
Cheshunt is een plaats in het bestuurlijke gebied Broxbourne, in het Engelse graafschap Hertfordshire. De plaats telt 51.998 inwoners.

## Galerij

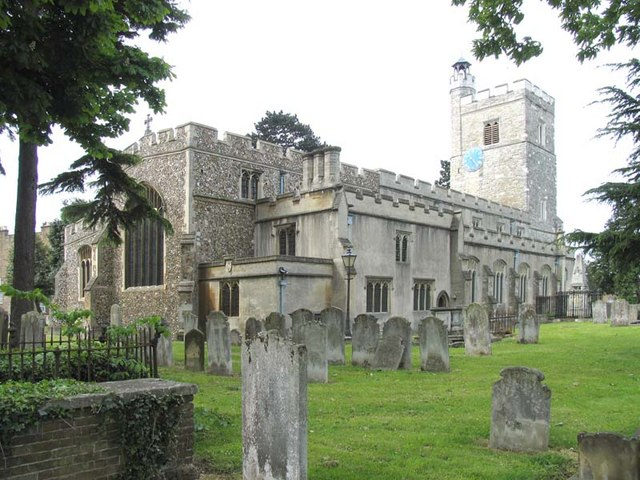
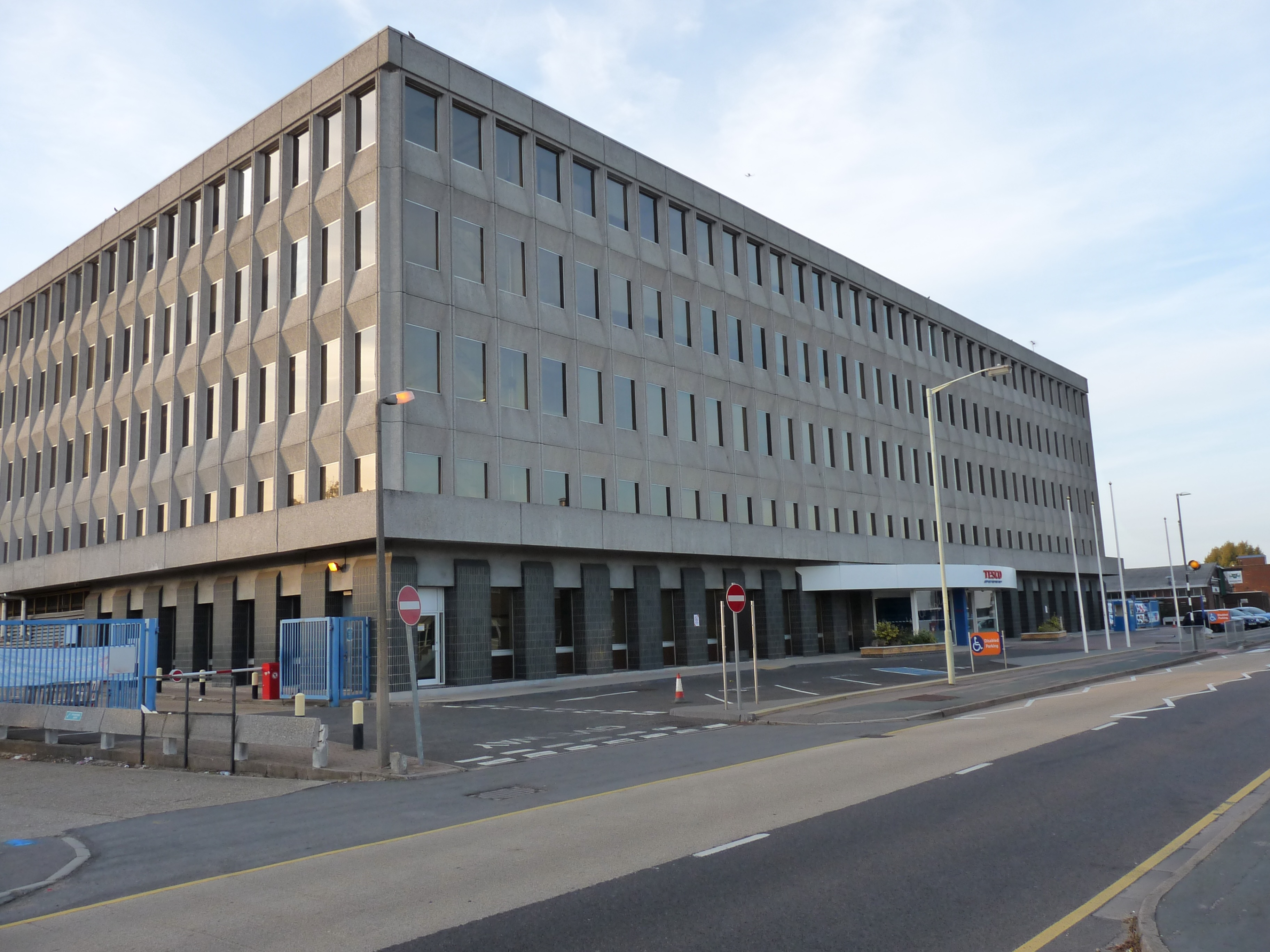
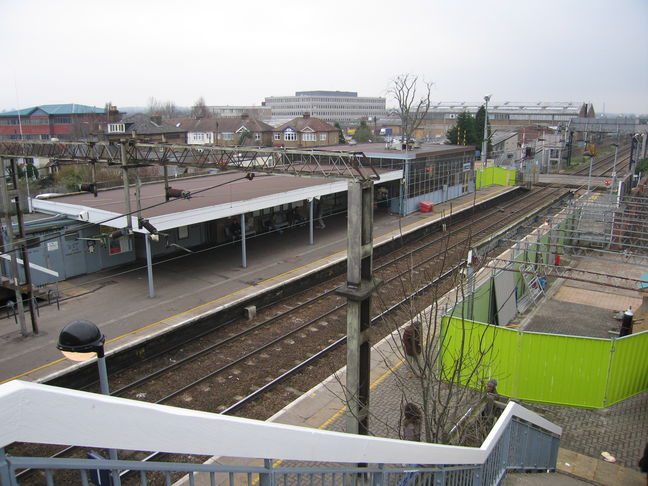